# Шнайтер, Хайнц
Хайнц Шна́йтер (нем. Heinz Schneiter; 12 апреля 1935, Тун, Берн — 6 июля 2017) — швейцарский футболист и футбольный тренер. Участник двух чемпионатов мира (1962, 1966).

## Биография

### Клубная карьера
Шнайтер начинал карьеру игрока в клубе «Тун», за который играл два сезона.
В 1956 году перешёл в «Янг Бойз», в котором отыграл шесть сезонов, выиграв с командой 4 чемпионских титула и Кубок Швейцарии 1958 года.
В 1962 году присоединился к «Лозанну», в составе которой играл 5 сезонов, выиграв с командой Кубок Швейцарии 1964 года, а в следующем сезоне стал чемпионом страны. Затем он вернулся в «Тун», в котором завершил карьеру игрока, работая также тренером в этой команде.

### Карьера в сборной
В составе сборной Швейцарии играл на двух чемпионатах мира (1962, 1966), на которых швейцарцы выступали неудачно, занимая в группе последнее место. Всего за сборную Швейцарии сыграл 44 матча, в которых забил 3 гола.

### Тренерская карьера
Шнайтер был тренером клуба «Янг Бойз» с 1970 по 1972 год, а затем входил в совет директоров в этой команде.

### Смерть
Скончался 6 июля 2017 года в возрасте 82 лет.

## Достижения
«Янг Бойз»
- Чемпион Швейцарии (4): 1956/57, 1957/58, 1958/59, 1959/60
- Обладатель Кубка Швейцарии (1): 1957/58

«Лозанна»
- Чемпион Швейцарии (1): 1964/65
- Обладатель Кубка Швейцарии (1): 1963/64